# Calamus burckianus
Calamus burckianus är en enhjärtbladig växtart som beskrevs av Odoardo Beccari. Calamus burckianus ingår i släktet Calamus och familjen Arecaceae. Inga underarter finns listade i Catalogue of Life.